# Inslagdop

Inslagdop met draadeind-inzetstuk, ter behoeve van vierkante koker

Inslagdop op profiel

Een inslagdop, insteekdop of indop is een dop die dient als afdichting van een buis of kokerprofiel.  
De meeste inslagdoppen zijn rond, vierkant of rechthoekig. Ze zijn in de regel van plastic en worden meestal zonder verlijming, klemmend bevestigd in het buis of profiel. Veel inslagdoppen hebben dwars verlopende ribben die zorgen voor extra grip op de binnenzijde van het profiel waarin ze worden bevestigd. In dat geval worden ze ook wel 'lamellendop' of 'lamellenstop' genoemd. Als een meubeldop niet aan de binnenzijde van het profiel wordt aangebracht maar er aan de buitenzijde omheen, dan wordt de dop een omsteekdop of omdop genoemd.
Inslagdoppen kunnen zijn voorzien van draadeind-inzetstukken. Op deze manier kan de buis of het kokerprofiel voorzien worden van een stelvoet aan de onderzijde. Dit komt bijvoorbeeld van pas wanneer de inslagdop dient als pootdop voor meubilair.

## Voorbeelden van toepassingen
- De afsluiting van een kokervormige metalen buis, met als doel deze te weer kunnen verwijderen.
- De nette afwerking van een metalen profiel.
- Ter bescherming van een contactvlak, bijvoorbeeld wanneer de inslagdop dient als pootdop van meubilair.